# Birgit Pohl
Birgit Pohl (* 22. April 1954 in Lichtenau (Neustadt an der Orla); † 21. Juni 2022) war eine deutsche Leichtathletin und Schwimmerin.

## Leben
Nach dem Abitur immatrikulierte sie sich für ein Studium der Mathematik in der sowjetischen Stadt Charkiw. Zudem war sie Diplom-Wirtschaftlerin. Anschließend arbeitete sie für eine Bank in Gera.
1982 erlitt Pohl einen Schlaganfall und Anfang der 1990er Jahre begann sie mit dem Behindertensport – schon zuvor war sie eine ambitionierte Schwimmerin gewesen. Beeinträchtigt durch eine schlaffe Lähmung beider Beine und eine Teillähmung des linken Armes trat sie nun sitzend im Speerwurf, im Diskuswurf sowie im Kugelstoßen an und war zuletzt der Startklasse F 34 zugeordnet. Ihre größten Erfolge sind zwei Goldmedaillen bei den Paralympischen Sommerspielen 1996 in Atlanta und 2000 in Sydney sowie mehrere Titel bei den Leichtathletik-Weltmeisterschaften der Behinderten. Im Vorfeld der Paralympischen Sommerspiele 2008 in Peking erkrankte sie an Krebs, schaffte aber nach erfolgreicher Genesung dennoch die Qualifikation und konnte sich bei den Wettbewerben eine Silber- und eine Bronzemedaille sichern. Abgesehen von ihren internationalen Erfolgen ist Pohl auch mehrfache deutsche Meisterin in ihren leichtathletischen Disziplinen sowie im Schwimmsport. Im Januar 2012 zog sie sich vom aktiven Leistungssport zurück.

## Auszeichnungen
- Silbernes Lorbeerblatt: 3 ×
- Thüringer Behindertensportlerin des Jahres: 1997, 1998, 1999, 2000, 2008[6]